# Rhizomys pruinosus
Rhizomys pruinosus é uma espécie de roedor da família Spalacidae.
Pode ser encontrado no Camboja, China, Índia, Laos, Malásia, Mianmar, Tailândia, e Vietnã.